# Fusinus syracusanus
Espèce
Fusinus syracusanus est une espèce de mollusques gastéropodes marins de la famille des Fasciolariidae.

## Description
- Répartition : Méditerranée et îles Canaries.
- Longueur : 6 cm.

## Liste des sous-espèces
Selon World Register of Marine Species (24 mai 2010) :
- sous-espèce Fusinus syracusanus var. rissoianus  Locard, 1892
- sous-espèce Fusinus syracusanus var. umbilicata  Coen, 1922